# Rijnlands bruinkoolgebied
Het Rijnlands bruinkoolgebied (Duits:Rheinisches Braunkohlerevier) is een groot dagmijnbouwgebied voor de winning van bruinkool in het Rijnland in het westen van de Duitse deelstaat Noordrijn-Westfalen. De groeves liggen in het gebied tussen Keulen, Aken en Mönchengladbach, ten oosten van de steenkolen-mijnstreek van Nederlands Limburg.
Drie grote groeves zijn nog in gebruik: Garzweiler II, Hambach en Inden.

## lijst van mijngroeves in het Rijnlandse bruinkoolgebied
| naam (plaatsnaam)                                 | begin | einde    | grootte (ha)      | status (naam van het meer)                                               | bedrijf (centrale)                   |
| ------------------------------------------------- | ----- | -------- | ----------------- | ------------------------------------------------------------------------ | ------------------------------------ |
| dagbouw Alfred (ten noorden van Düren-Konzendorf) | 1917  | 1940     | –                 | gesloten, deels onder water (Echtzer-Badesee)                            | Rheinbraun                           |
| dagbouw Astraea                                   | 1830  | 1924     | –                 | gesloten                                                                 | Braunkohlegesellschaft Juntersdorf   |
| dagbouw Bergheim                                  | –     | 2002     | –                 | gesloten                                                                 | RWE                                  |
| dagbouw Concordia Nord (ten noorden van Kierdorf) | 1897  | 1958     | –                 | gesloten, onder water (Concordiasee)                                     | Carl Brendgen later Roddergrube      |
| dagbouw Düren (ten zuiden van Düren-Mariaweiler)  | 1941  | 1956     | –                 | gesloten, deels onder water (Dürener Badesee)                            | Rheinbraun                           |
| dagbouw Fortuna-Garsdorf                          | –     | –        | –                 | gesloten                                                                 | RWE                                  |
| dagbouw Frechen                                   | 1951  | 2003     | –                 | gesloten - recreatiegebied Marienfeld                                    | Rheinbraun                           |
| dagbouw Frimmersdorf                              | –     | –        | –                 | gesloten                                                                 | Rheinbraun                           |
| dagbouw Garzweiler                                | –     | ca. 2045 | 2300              | in gebruik                                                               | RWE                                  |
| dagbouw Gruhlwerk (ten westen van Brühl)          | 1927  | 1949     | –                 | gesloten                                                                 | –                                    |
| dagbouw Hambach                                   | 1978  | ca. 2040 | ca. 4000          | in gebruik                                                               | RWE                                  |
| dagbouw Hürtherberg (Hürth)                       | 1908  | 1961     | –                 | gesloten - recreatiegebied Hürtherberg                                   | Vereinigte Stahlwerke                |
| dagbouw Inden                                     | 1978  | ca. 2030 | 1100 (wordt 4500) | in gebruik (Indescher See)                                               | RWE                                  |
| dagbouw Liblar                                    | ?     | ?        | –                 | gesloten, deels onder water (Liblarer See)                               | ?                                    |
| dagbouw Lucherberg                                | ?     | ?        | –                 | gesloten, deels onder water (Lucherberger See)                           | ?                                    |
| dagbouw Theresia (Hürth)                          | 1824  | 1983     | –                 | gesloten                                                                 | E.Scholl Rheinbraun                  |
| dagbouw Vereinigte Ville (bij Knapsack)           | 1901  | 1988     | –                 | gesloten                                                                 | Rheinbraun                           |
| dagbouw Zukunft                                   | 1935  | 1987     | –                 | gesloten, deels onder water (Blausteinsee)                               | BIAG Zukunft, later Rheinbraun       |
| dagbouw Zülpich                                   | 1953  | 1969     | –                 | gesloten, onder water (Wassersportsee Zülpich, Naturschutzsee Füssenich) | Viktor Rolff KG, nu Juntersdorf GmbH |